# Samhorodok (Chmilnyk)
Samhorodok (ukrainisch Самгородок; russisch Самгородок Samgorodok) ist ein Dorf im Norden der ukrainischen Oblast Winnyzja mit etwa 2000 Einwohnern.

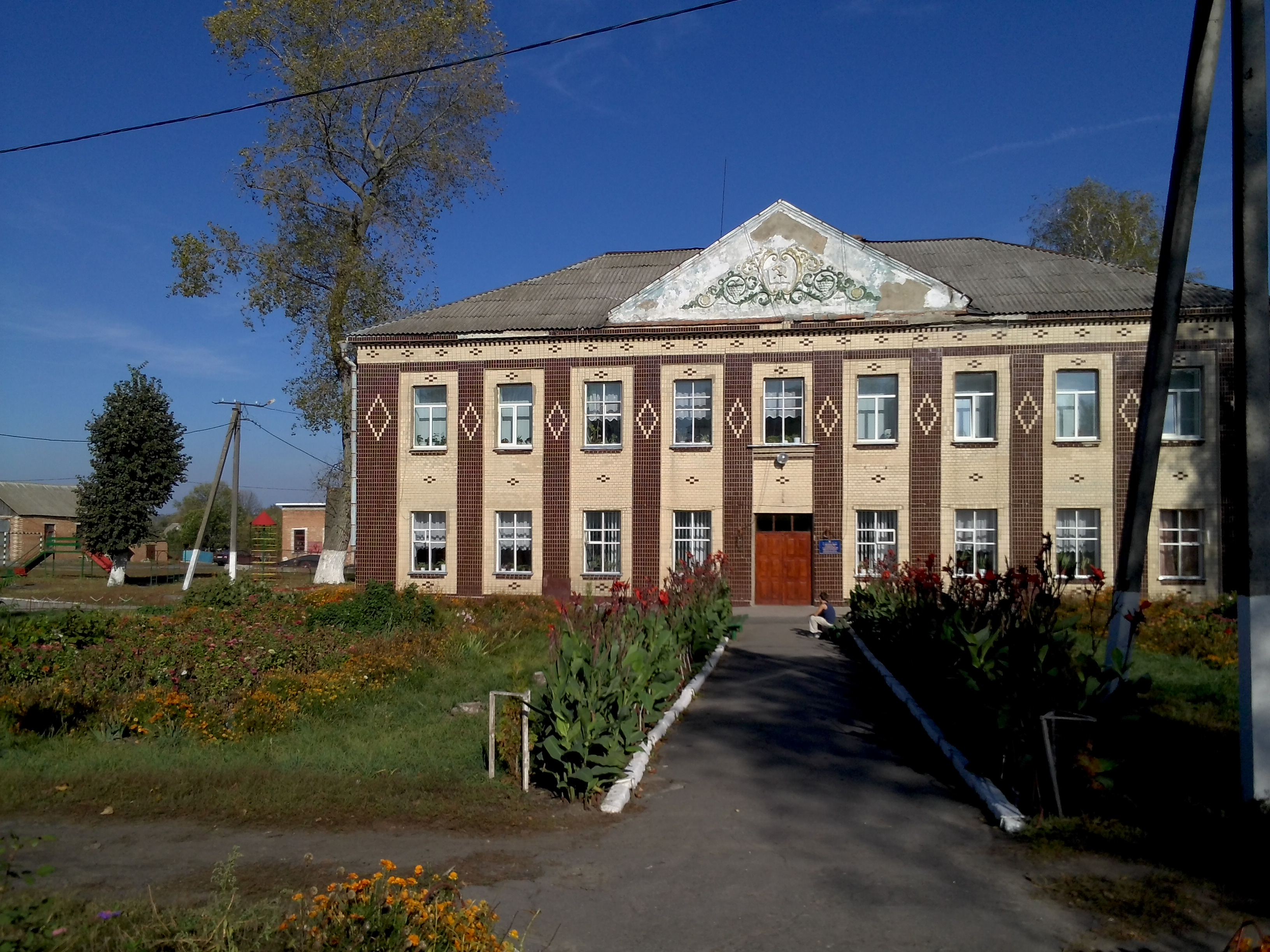
Gemeindehaus in Samhorodok

Das 1602 gegründete Dorf liegt am Ufer der Desna, einem 80 km langen, linken Nebenfluss des Südlichen Bugs und an der Territorialstraße T–02–27.
Samhorodok befindet sich 30 km südlich vom ehemaligen Rajonzentrum Kosjatyn und etwa 60 km nordöstlich vom Oblastzentrum Winnyzja.

## Persönlichkeiten
Im Ort kam 1947 der Opernsänger Anatoli Kotscherga zur Welt.

## Holocaust
Auf einem Feld bei Samhorodok wurden am 4. Juni 1942 mindestens 500 Juden, die Hälfte davon Kinder, erschossen – und damit die jüdische Gemeinde ausgelöscht. Auch 15 sowjetische Kriegsgefangene wurden hier ermordet. Nach dem Krieg wurde am Ort der Massenerschießung ein Obelisk aufgestellt. Später wurden eine Grabplatte und ein Metallzaun hinzugefügt. Die Platte zerfiel mit der Zeit, der Metallzaun verbog sich.
2019 wurde der Gedenkort für die ermordeten Juden von Samhorodok umgestaltet und im September 2019 eingeweiht. Auf dem jüdischen Friedhof wurde 2019 auf Eigeninitiative der lokalen Schule und Gemeinde – und im Rahmen des pädagogischen Programms des Projektes „Erinnerung Bewahren“ – ein Gedenkstein für die dort ermordeten Juden aufgestellt.

## Verwaltungsgliederung
Am 12. Juni 2020 wurde das Dorf zum Zentrum der neugegründeten Landgemeinde Samhorodok (Самгородоцька сільська громада/Samhorodska silska hromada). Zu dieser zählen auch die 19 in der untenstehenden Tabelle aufgelisteten Dörfer, bis dahin bildete es zusammen mit den Dörfern Korytuwata, Krasne und Losiwka die gleichnamige Landratsgemeinde Samhorodok (Самгородоцька сільська рада/Samhorodska silska rada) im Süden des Rajons Kosjatyn.
Am 17. Juli 2020 kam es im Zuge einer großen Rajonsreform zum Anschluss des Rajonsgebietes an den Rajon Chmilnyk.
Folgende Orte sind neben dem Hauptort Samhorodok Teil der Gemeinde:
| Name                     | Name             | Name                                   |
| ukrainisch transkribiert | ukrainisch       | russisch                               |
| ------------------------ | ---------------- | -------------------------------------- |
| Blaschijiwka             | Блажіївка        | Блажиевка (Blaschijewka)               |
| Dubowi Macharynzi        | Дубові Махаринці | Дубовые Махаринцы (Dubwyje Macharinzy) |
| Jossypiwka               | Йосипівка        | Йосиповка (Jossipowka)                 |
| Korytuwata               | Коритувата       | Корытовата (Korytowata)                |
| Krasne                   | Красне           | Красное (Krasnoje)                     |
| Losiwka                  | Лозівка          | Лозовка (Losowka)                      |
| Lopatyn                  | Лопатин          | Лопатин (Lopatin)                      |
| Malyschiwka              | Малишівка        | Малышевка (Malyschewka)                |
| Muchuwata                | Мухувата         | Муховата (Muchowata)                   |
| Mychajlyn                | Михайлин         | Михайлин (Michailin)                   |
| Mykolajiwka              | Миколаївка       | Николаевка (Nikolajewka)               |
| Schurbynzi               | Журбинці         | Журбинцы (Schurbinzy)                  |
| Schyroka Hreblja         | Широка Гребля    | Широкая Гребля (Schirokaja Greblja)    |
| Sbarasch                 | Збараж           | Збараж                                 |
| Soschanske               | Сошанське        | Сошанское (Soschanskoje)               |
| Sosulynzi                | Зозулинці        | Зозулинцы (Sosulinzy)                  |
| Welykyj Step             | Великий Степ     | Великая Степь (Welikaja Step)          |
| Wiwsjanyky               | Вівсяники        | Овсяники (Owsjaniki)                   |
| Woskodawynzi             | Воскодавинці     | Воскодавинцы (Woskodawinzy)            |